# چشمه سواره

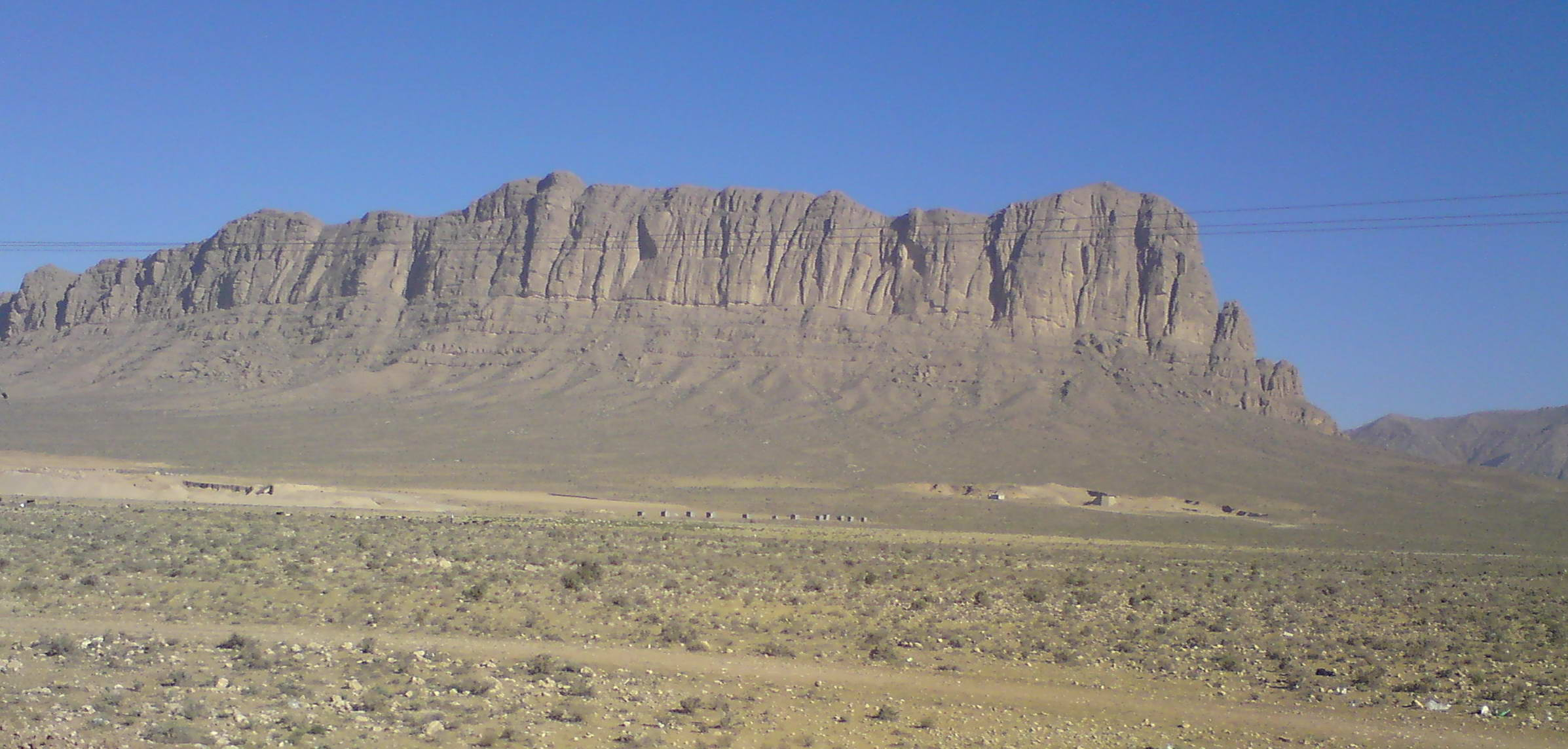
کوه قلعه گریخته، چشمه سواره در منتهی‌الیه سمت راست تصویر واقع است

چشمه سواره از جمله چشمه‌های شهرستان سروستان در استان فارس است.
این چشمه در چندکیلومتری شمال شهر سروستان و در مجاورت کوه قلعه‌گریخته واقع است و دارای آب شیرین می‌باشد.